# Postmarginal
Postmarginal (également appelé Postmarginal : Arts vivants inclusifs) est un collectif canadien ad hoc qui se concentre sur la recherche dans le champ du spectacle vivant. Le groupe mène des explorations basées sur la pratique afin de créer des cadres de répétitions éthiques et des vocabulaires esthétiques pour les populations marginalisées, notamment du fait de leur ethnicité, de leur handicap, de leur surdité ou de leur identité Queer. Le groupe affirme que de nouvelles expressions des arts vivants peuvent émerger à travers une pratique plus inclusive. Le collectif comprend trois types d’activités : l'exploration performative, la recherche académique et l’animation d’échanges au sein de la communauté. Postmarginal comprend une équipe ad hoc d’artistes provenant de diverses disciplines: artistes du monde des arts vivants, chercheurs et professionnels.
Le groupe revendique que l'utilisation du terme “marginal” dans son nom fait référence aux frontières des pratiques théâtrales nord-américaines et européennes qui peuvent exclure les personnes autochtones, les personnes noires, les personnes de couleur,  les personnes sourdes, la communauté Queer et les personnes en situation de handicap, toutes ces personnes vivant de plus de l’exclusion au théâtre du fait de leur milieu social. Le collectif affirme également que son nom “postmarginal” reflète son aspiration à ce que les catégories identitaires deviennent des inspirations esthétiques intégrées au processus créatif.

## Histoire

### Association avec la compagnie Modern Times Stage (1989-2017)
Le collectif Postmarginal : arts de la scène inclusifs a émergé des productions théâtrales de la compagnie Modern Times entre 1989 et 2017.
La compagnie Modern Times a été fondée à Toronto en 1989 par le metteur en scène Soheil Parsa et l’acteur Peter Farbridge dans le but de produire du théâtre allant au delà des “frontières culturelles et politiques”.
La compagnie de théâtre Modern Times Stage a bâti une pratique du théâtre interculturel, illustrée par la diversité de la distribution dans ses productions et par son “engagement critique et non occidentalo-centré". Peter Fabridge ayant en main les projets sociaux de l’entreprise, crée alors Postmarginal, présenté comme une expression de la pratique interculturelle de la compagnie.
A travers les années, un certain nombre d’artistes, de travailleurs culturels et de chercheurs ont contribué au développement intellectuel et artistique du projet incluant (dans l’ordre alphabétique) : Nathalie Alvarez, Art Babayants, Sue Balint, Audrey-Anne Bouchard, Ez Bridgman, Julie Burelle, Crystal Chan, Santiago Guzmán, Barbara Diabo Kaneratonni, May Kharaghani, Ric Knowles, Anne-Laure Mathieu, Eric Rice, Diana Manole, Lisa Ndejuru, Soheil Parsa, Jérôme Pruneau, Veronique West.

### Les cinq premières années de Postmarginal (2017-2022)
Postmarginal a été inauguré lors du colloque Beyond Representation à Toronto en 2017. Le but revendiqué par le collectif était de sortir du statu quo entourant les pratiques et discussions sur la diversité culturelle dans le théâtre canadien en partageant les expériences de la compagnie Modern Times.
Depuis 2017, Postmarginal a organisé des colloques et des retraites, a été partenaire de projets sur les questions de la diversité centrés sur les communautés artistiques des personnes autochtones, noires et des personnes de couleur, a contribué à des articles de recherche scientifique et a conduit des ateliers de pratique en collaboration avec différentes institutions théâtrales.

## Activités de Postmarginal
| Activité                                  | Lieu                                                           | Producteurs                                                                             | Dates                 | Participants     |
| Beyond Representation Symposium           | Daniel’s Spectrum, Toronto, Ontario                            | Modern Times Stage Company                                                              | 9-11 Avril, 2017      | 130 participants |
| Subject and Creation Workshop             | Aluna Theatre (Toronto, Ontario)                               | Modern Times Stage Company, Aluna Theatre                                               | Avril 2017            | 9 participants   |
| Postmarginal Retreat (Laborarium)         | Conservatoire des arts dramatiques (Montréal, Québec)          | Diversité artistique Montréal, Conseil québécois du théâtre, Modern Times Stage Company | Mai 2018              | 60 participants  |
| Subject and Creation Workshop             | Toronto, Ontario and Montreal, Québec                          | Diversité artistique Montréal, Conseil québécois du théâtre, Modern Times Stage Company | Janvier - Mai 2018    | 12 participants  |
| Subject and Creation Workshop             | Espace Libre (Montréal, Québec)                                | Modern Times Stage Company, Diversité artistique Montréal                               | Janvier 2019          | 12 participants  |
| Postmarginal Vancouver Retreat            | SFU Goldcorp Centre for the Arts (Vancouver, British Columbia) | Modern Times Stage Company                                                              | Juin 2019             | 24 participants  |
| Subject and Creation Workshop             | École nationale du théâtre (Montreal, Quebec)                  | Modern Times Stage Company, Diversité artistique Montréal                               | Janvier 2020          | 12 participants  |
| Postmarginal Edmonton                     | Westbury Theatre (Edmonton, Alberta)                           | Modern Times Stage Company,                                                             | 14-16 Septembre, 2021 | 34 participants  |
| Créer en commun, créer du commun          | UQAM (Montréal, Québec)                                        | Conseil québécois du théâtre, UQAM                                                      | Avril 2022            | 25 participants  |
| The Centre Cannot Hold (Website)          | NA                                                             | Modern Times Stage Company                                                              | Mai 2022              | NA               |
| IFTR Conference 2022 - Shifting Centres   | Háskólatorg (The University Square) (Reykjavik, Iceland)       | International Federation of Theatre Research                                            | Juin 2022             | 20 participants  |
| Holding Difficult Conversations (meeting) | Online                                                         | MassCulture, Diversité artistique Montréal                                              | 8 Février, 2023       | 8 participants   |

### Colloque Beyond Representation
Le colloque Beyond Representation de Postmarginal a été organisé par la compagnie Modern Times et a eu lieu au Daniel’s Spectrum à Toronto, en Ontario du 9 au 11 avril 2017. L'événement avait pour but de générer du dialogue et de l’exploration autour du sujet de la diversité dans l’industrie du théâtre. Le colloque comprenait des ateliers à destination des professionnels, des panels de discussions et un discours d’ouverture public. La conférence était co-présidée par Natalie Alvarez (Professeure à la Toronto Metropolitan University) et Ric Knowles (Professeur émérite à l’université de Guelph). 130 artistes, académiciens et professionnels du secteur de la culture y ont assisté.
Les cinq panels comprenaient des présentations et des témoignages. Ils permettaient de créer des échanges sur des sujets tels que la responsabilité des critiques et des metteurs en scène, l'utilisation du langage et des accents (incluant la langue des signes et les sous-titres), et l'amélioration générale de la diversité au sein du théâtre canadien.
Panels de discussion:

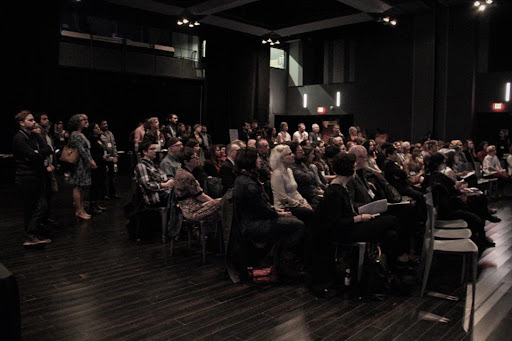
Colloque Beyond Representation - 10 avril 2017

1. Mettre en scène à travers la différence, facilité par Jivesh Parasram (membres du panel: Jill Carter, Karin Randoja, Guillermo Verdecchia, and Soheil Parsa).
2. Au delà des accents, facilité par Marjorie Chan (membres du panel: Samreem Aziz, Cynthia Ashperger, Julia Lenardon, and Shelley Liebembuk).
3. La différence critique, facilité par Harvey Young (membres du panel: Ric Knowles, Carly Maga, J. Kelly Nestruck, and Glenn Sumi).
4. Pratique théâtrale interculturelle et activiste, facilité par Spy Dénommé-Welch (membres du panel: Yasmine Kandil, Diana Manole, Yana Meerzon, and Harvey Young).
5. Fluidité de genre et pratique théâtrale, facilité par Brendan Healy (membres du panel: Sze-Yang, Ade-Lam, Alec Butler, and Gein Wong).

### Recherche création

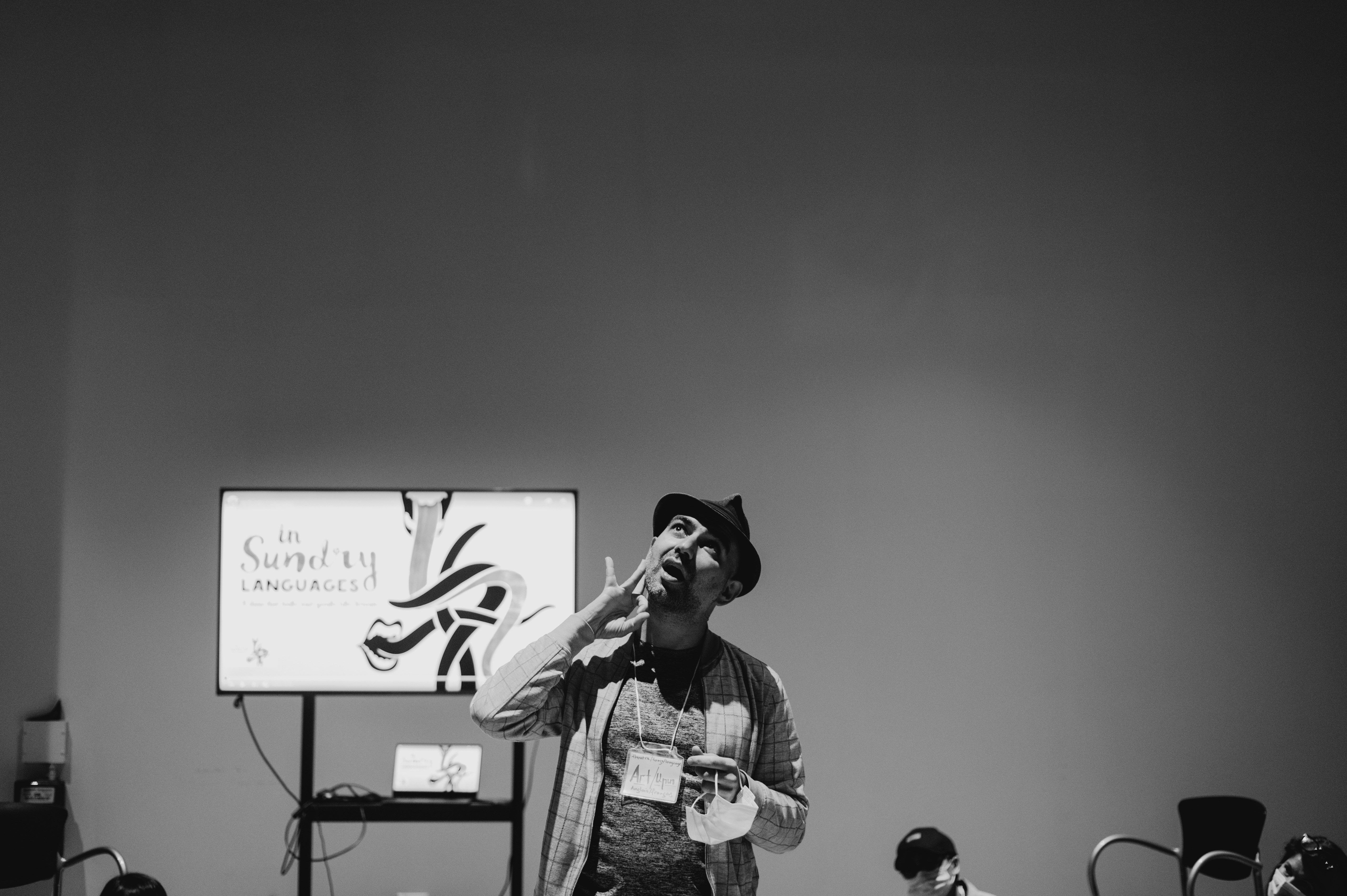
Art Babayants lors d’un atelier de recherche création dans le cadre de Postmarginal Edmonton, au Westbury Theatre, à Edmonton (Alberta), le 14 septembre 2021.

Postmarginal a organisé des ateliers avec des metteurs en scène et des créateurs spécialistes des techniques de création émanant de perspectives marginalisées, notamment des ateliers inspirés du travail d’Audrey-Anne Bouchard et sa compagnie Au delà du visuel, explorant des dramaturgies multisensorielles au delà d'un théâtre centré sur la vue, et des ateliers avec Arts Babayants autour des possibilités dramaturgiques liées à l’utilisation de multiples langages dans la création théâtrale.

### Retraites Postmarginal
Postmarginal a organisé 3 retraites consacrées à la question de l'inclusivité du théâtre canadien,,. Comprenant des groupes de 30 à 50 personnes, elles ont rassemblé des artistes des arts vivants, des travailleurs du secteur de la culture et des chercheurs, dans différentes régions canadiennes afin d'engager de la discussion et des expérimentations sur les sujets d'équité, de diversité et d'inclusion. Les communautés marginalisées incluant les personnes PANDC (Personnes Autochtones, Noires et De Couleur),  les personnes S/sourdes, les personnes en situation de handicap et les personnes LGBTQ2S+ forment la majorité de la cohorte mais des individus non marginalisés font aussi partie de l’évènement.

#### Historique des retraites
| Evènements                     | Lieux                                                          | Date                  | Description |
| Postmarginal Montreal Retreat  | Conservatoire des arts dramatique, (Montreal, Quebec)          | 15-16 Mai, 2018       | Dans le cadre de la Semaine de la diversité théâtrale du Conseil québécois du théâtre (CQT), cette retraite de deux jours, intitulée “Repenser l’espace créatif” regroupait des membres de la communauté théâtrale francophone autour de l'idée de réinventer la façon dont la communauté théâtrale francophone regarde la différence et de l’exploration de son potentiel créatif. |
| Postmarginal Vancouver Retreat | SFU Goldcorp Centre for the Arts (Vancouver, British Columbia) | 1-2 Juin 2019         | Avec pour question centrale “Comment pouvons nous créer un espace où tous nos dons et notre unicité inspirent le processus créatif ?”, cette retraite regroupait 35 artistes et travailleurs culturels pour deux jours de narration, de panels de discussion et d’ateliers de pratique.                                                                                             |
| Postmarginal Edmonton Retreat  | Westbury Theatre (Edmonton, Alberta)                           | 12-14 Septembre, 2021 | Avec 34 participants et la participation de compagnies, le groupe a exploré durant 3 jours la question “Comment pouvons nous reconnaître et activer la beauté et la valeur de la différence ?” |